# Karby (commune de Vallentuna)
Pour les articles homonymes, voir Karby.
Karby est une localité de Suède dans la commune de Vallentuna située dans le comté de Stockholm.
Sa population était de 839 habitants en 2019.